# Ingemund
Mansnamnet Ingemund är ett fornnordiskt namn sammansatt av Ing och ordet -mund som betyder 'beskyddare' där Ing möjligtvis är namnet på en fornnordisk gud. Samma Ing förekommer också i namn som Inge, Ingvar, Ingemar, Ingvald, Ingeborg och Ingolf.
Ingemund är inget vanligt namn. Den 31 december 2014 fanns det totalt 256 personer i Sverige med namnet, varav 14 med det som tilltalsnamn. År 2003 fick 1 pojke namnet, men inte som tilltalsnamn.
Namnsdag: 2 april, (1901–1992: 7 april, 1993–2000: 7 december).

## Personer med namnet Ingemund
- Ingemund Bengtsson, socialdemokratisk riksdagsman, statsråd, talman
- Ingemund Berulvson (1900-1976), norsk bildhuggare